# Leonidas C. Houk
Leonidas Campbell Houk, född 8 juni 1836 i Sevier County i Tennessee, död 25 maj 1891 i Knoxville i Tennessee, var en amerikansk republikansk politiker. Han var ledamot av USA:s representanthus från 1879 fram till sin död. Han var far till John C. Houk.
Houk studerade juridik och inledde 1859 sin karriär som advokat. Amerikanska inbördeskriget bröt ut 1861 och Houk tjänstgjorde fram till 1863 som frivillig i nordstatsarmén. Han var elektor för Abraham Lincoln i presidentvalet i USA 1864. År 1879 efterträdde han Jacob Montgomery Thornburgh som kongressledamot. Houk avled 1891 i ämbetet och efterträddes av sonen John C. Houk.